# Bootfachwart
Der Bootfachwart ist ein in der Schweiz angebotener Lehrberuf, der zu den Handwerksberufen rechnet. Der Bootfachwart befasst sich hauptsächlich mit Bereitstellung, Transport, Handling, Unterhalt, Reparatur, Wartung und Winterlagerung von Wasserfahrzeugen sowie den zugehörigen System- und Anlageteilen, Einrichtungen und Zubehörteilen. Der Bootfachwart sorgt ebenfalls für den Innenausbau eines Bootes und die Reparatur.
Ausbildungs- und Ausübungsort ist die Werft direkt am Wasser oder eine Neubau-Werkstatt. Die Lehre dauert 4 Jahre. Im vierten Lehrjahr kann und muss der Lehrling die Motorboot- und Segelprüfung der Kategorie A(1) machen.
Ein nah verwandter Beruf ist der Bootsbauer. Gemeinsamkeiten und Unterschiede siehe dort.